# Makulu Ken
Makulu Ken és un grup de música afrobeat format a Lasarte-Oria (Guipúscoa) en 2007. Ha actuat en diferents escenaris, entre els que es troben els “Sant Fermins” de Pamplona, el Gaztetxe y el Festival de Jazz de Vitòria, la república de Errekaleor, el festival Kilometroak a Orio, el festival Herri Urrats a Sempere, el Doka y el Dabadaba de Sant Sebastià, el Kafe Antzoki de Bilbao, Hazparne, Carcaixent, Lumbier, Beasain, Hernani, Leitza… Treu el primer disc en 2012, y en 2016 el segon: “kalè kalè”, que rep bones crítiques en el Azoka de Durango. El grup treballa principalment sobre l'estil afrobeat cantant en èuscar, el qual elles mateixes anomenen “euskalafrobeat”. 

## Discografia
- makulu ken(2012, autoproduït)
- Kalè kalè (2016, autoproduït)